# Marie Bach Hansen

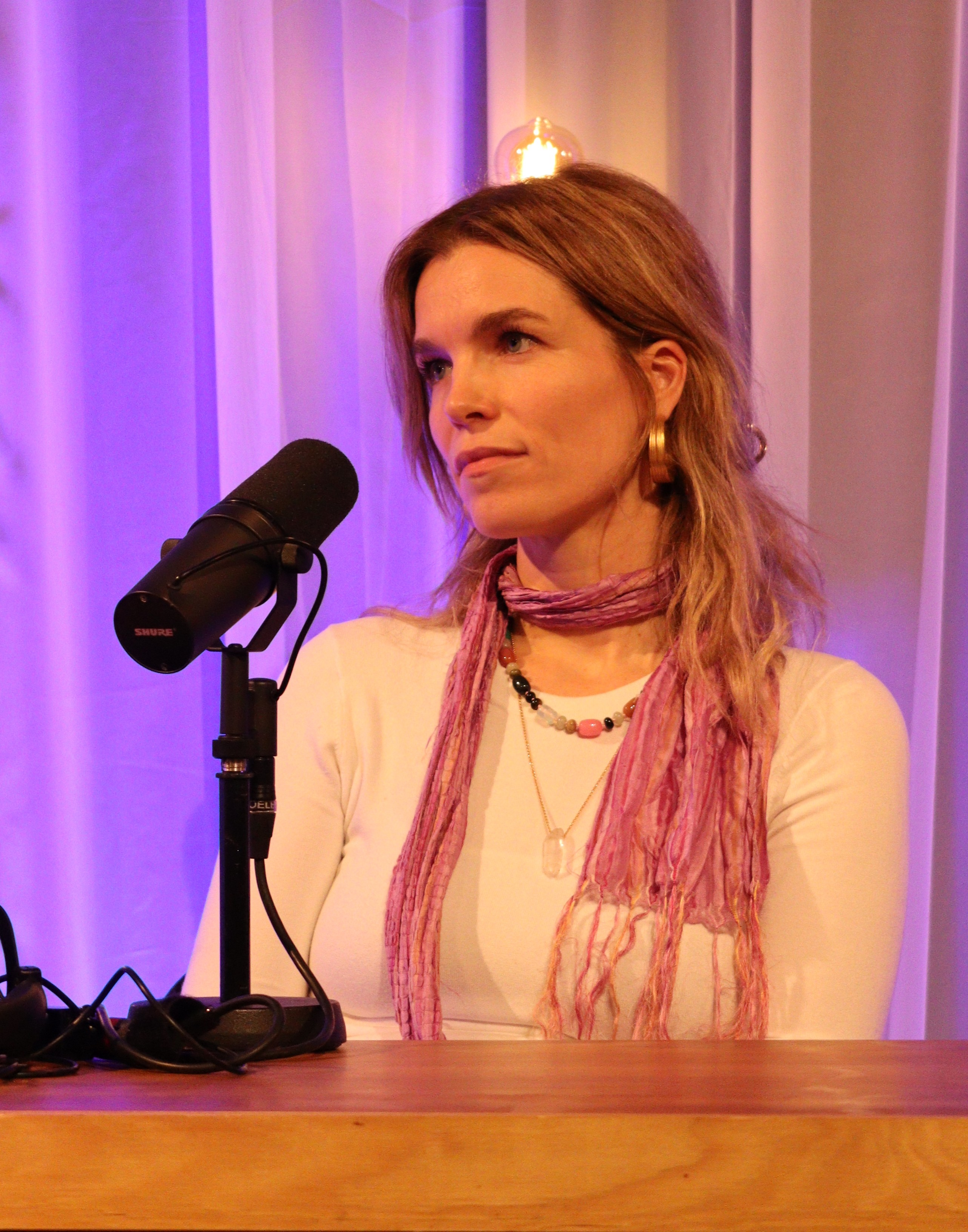
Marie Bach Hansen (2023)

Marie Bach Hansen (* 28. Juni 1985 in Aarhus) ist eine dänische Schauspielerin.

## Leben
Marie Bach Hansen absolvierte von 2006 bis 2010 an der Staatlichen Theaterschule in Kopenhagen ihre Schauspielausbildung. Ihr Bühnendebüt als Darstellerin hatte sie im Jahr 2011 am Aarhus Teater. Sie stand seither auch am Betty-Nansen-Theater oder am Regionaltheater in Kolding auf der Bühne. Seit 2003 stand sie in bislang mehr als 20 Film-und-Fernsehproduktionen als Schauspielerin vor der Kamera.

## Filmografie
- 2003: 2 ryk og en aflevering
- 2010: Klown
- 2011: Frit fald
- 2012: Hvidstengruppen
- 2013: Borgen – Gefährliche Seilschaften (Fernsehserie)
- 2013: Retrograde
- 2014–2017: Die Erbschaft (Arvingerne, Fernsehserie)
- 2018: The Team (Fernsehserie)
- 2019: En Flirt
- 2019: Afrejse
- 2019: The Last Vermeer
- 2020: Dronning Ingrid
- 2021: Hjerternes Fest
- 2021: White Sands – Strand der Geheimnisse (Serie)
- 2022: Hvidstengruppen II – De efterladte
- 2022: Borderline
- 2023: Superposition
- 2023: Dansegarderoben (Fernsehserie)
- 2025: Das Reservat (Fernsehserie, 6 Folgen)